# گروه گودمن
گروه گودمن (انگلیسی: Goodman Group) شرکت املاک استرالیایی است، که در سال ۱۹۸۹ تأسیس شد.